# Расчётный лист
Расчётный лист (расчётный листок) — документ, который получает работник, как уведомление о прямом зачислении средств на счёт, или как часть расчётного чека.
Обычно в расчётном листе расписывается общая сумма зарплаты, её составляющие, все налоги и прочие отчисления, например, страховые взносы, отчисления в социальные и пенсионные фонды, пожертвования или алименты, которые вычитаются из общей суммы (суммы-брутто), чтобы получить чистую сумму платежа.

## Использование расчётных листов в различных странах
В России обязанность работодателей письменно извещать всех работников при выплате заработной платы установлена статьёй 136 Трудового Кодекса РФ. Согласно этому федеральному закону (№ 197-ФЗ от 30 декабря 2001 года) в данном извещении (расчётном листе) отражают составные части заработной платы (в том числе иные начисления и выплаты работнику), перечисляют размеры и основания удержаний и указывают сумму, подлежащую выплате. Несмотря на обязанность выплаты зарплаты не реже чем два раза в месяц, на практике широко распространена выдача работнику одного расчетного листа за каждый месяц.
В Республике Беларусь ранее в подобных целях использовались Расчетные книжки (по форме, утвержденной постановлением Госкомтруда СССР от 28 октября 1956 года). С 26 января 2008 года статьёй 80 Трудового Кодекса РБ были введены расчётные листки.
Украинским трудовым законодательством (ст. 30 Закона об оплате труда и ст. 110 КЗоТ) установлена обязанность работодателя сообщать работнику о размерах оплаты труда. До 2009 года применялись "типовые формы первичного учета по расчетам с рабочими и служащими по заработной плате", затем типовая форма №П-6 «Расчетно-платежная ведомость работника».
В ряде западных стран работники получают так называемые Payslips.

## История

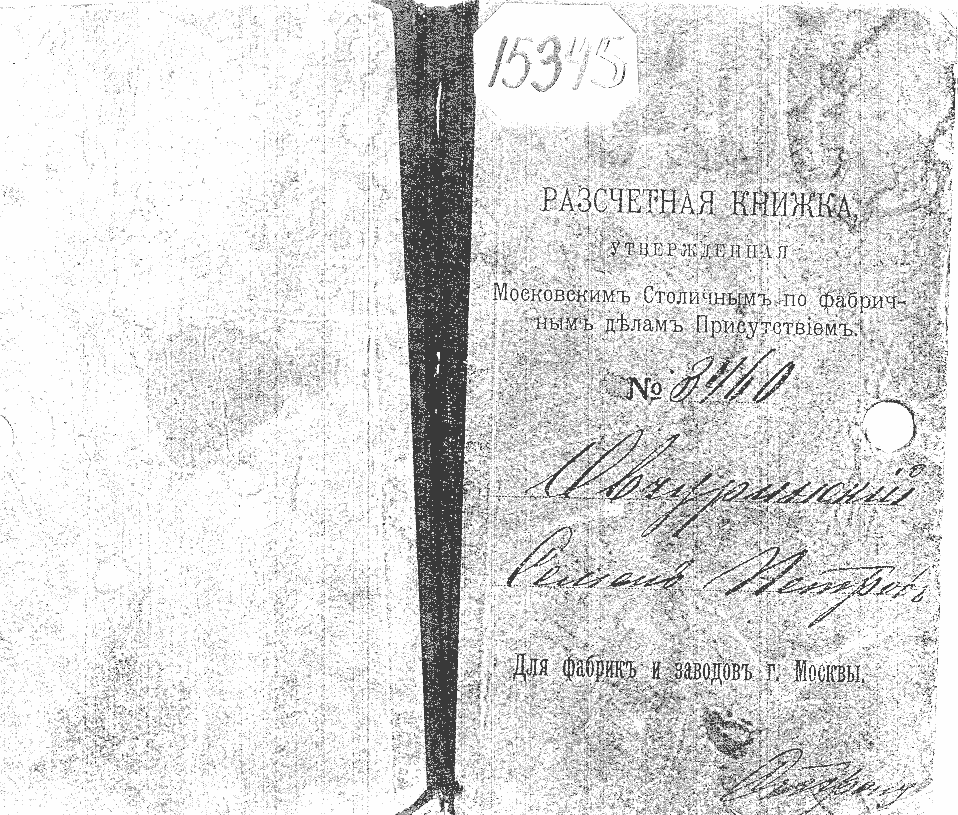
Расчетная книжка рабочего Московского Металлического Завода, 1907—1908 год.

Фабричное законодательство Российской империи с 1880-х годов устанавливало обязанность работодателей выдавать рабочим расчетные книжки не позднее недели с момента допуска к работе. Частью такой книжки являлись помесячные расчетные листы.
Согласно статье 100 КЗоТ РСФСР (затем в «Кодексе законов о труде Российской Федерации» в 1992—2002 годах) устанавливалась необходимость ведения расчетных книжек. В расчетные книжки записывались условия труда и расчеты по заработной плате. Однако в связи с широко применявшейся машинной обработкой расчетов фактически выдавались расчетные листы. Такие листы могли использоваться для составления деклараций о доходах, доказательства трудового стажа и заработка при расчете пенсии.